# Markus Heitz
Markus Heitz (Homburg, 10 ottobre 1971) è uno scrittore e giornalista tedesco.

## Biografia
All'università ha studiato letteratura tedesca e storia, e dal 2000 lavora come giornalista freelance.
Grazie allo straordinario successo ottenuto in patria nel 2003 con Le cinque stirpi (Die Zwerge), primo capitolo de La Saga della Terra Nascosta, incentrata sulle vicende dell'omonima terra fantastica e dei suoi abitanti, Heitz oggi è l'autore fantasy più letto in Germania. A Le cinque stirpi è seguito La guerra dei nani (Der Krieg der Zwerge), nel 2004, secondo capitolo del ciclo. 
Nel 2005 è uscita la terza opera sulla Terra Nascosta, La vendetta dei nani (Die Rache der Zwerge). Nel 2008 è stato pubblicato il quarto seguito della saga, Il destino dei nani (Das Schicksal der Zwerge).
Nel 2009 invece è stato pubblicato La leggenda degli albi (Die Legenden der Albae: Gerechter Zorn), il primo capitolo di Le Leggende degli Albi, una nuova saga, attualmente composta da cinque volumi in tutto, riguardante i nemici più acerrimi della Terra Nascosta, che si incunea con La Saga della Terra Nascosta, facendo da prequel, midquel e sequel alle vicende dei nani e delle altre razze avversarie degli albi.
Nel mese di maggio 2011 è stato pubblicato in Italia La profezia del re (Die Dunkle Zeit 1 – Schatten über Ulldart), il suo primo lavoro de Le Cronache di Ulldart, la saga, composta da sei romanzi, pubblicata in Germania a partire dal 2002 ed antecedente a La Saga della Terra Nascosta.
Nel 2011 ha incominciato a lavorare con il gruppo power metal Blind Guardian, scrivendo i testi per l'album orchestrale della band.
Nel 2012 viene pubblicato Il signore degli incantesimi (Die Dunkle Zeit 2 – Der Orden der Schwerter), secondo e tuttora ultimo episodio de Le Cronache di Ulldart finora tradotto in italiano, pubblicato in Germania nel 2002.
Nel 2011, nel 2012, nel 2013 e nel 2014 vengono pubblicati altri romanzi della saga Le Leggende degli Albi, ovvero La battaglia degli albi (Die Legenden der Albae: Vernichtender Hass), Il cammino oscuro - La vendetta degli albi (Die Legenden der Albae: Dunkle Pfade), Die Legenden der Albae: Die Vergessenen Schriften (antologia di miti albici, attualmente inedita in Italia, che, essendo per l'appunto una raccolta di storie e non un romanzo, non segue la cronologia degli altri quattro volumi; di fatto, esso viene catalogato da Heitz come il quinto della serie) e L'ira degli albi.
Nel 2015, dopo sette anni dall'ultimo volume, viene pubblicato Il trionfo dei nani (Der Triumph der Zwerge), quinto capitolo de La Saga della Terra Nascosta.
Nel 2019 il gruppo metal tedesco Blind Guardian si ispira dal racconto Die Dunklen Lande, edito nello stesso anno, per la composizione dell'album Legacy of the Dark Lands.
Nel 2021 pubblica, in due volumi, il sesto capitolo de La Saga della Terra Nascosta: Die Rückkehr der Zwerge Band 1 e Die Rückkehr der Zwerge Band 2. Attualmente i volumi sono inediti in Italia.
Nel 2022 pubblica, in due volumi, il settimo capitolo de La Saga della Terra Nascosta: Das Herz der Zwerge Band 1 e Das Herz der Zwerge Band 2. Anche questi, attualmente sono inspiegabilmente inediti in Italia.
Nel 2024 pubblica un nuovo romanzo della saga Le Leggende degli Albi: Dunkles Erbe, attualmente senza data di uscita in Italia.

## Opere

### Le Cronache di Ulldart
Prima serie
- La profezia del re (Die Dunkle Zeit 1 – Schatten über Ulldart, 2002) (Editrice Nord, 2011)
- Il signore degli incantesimi (Die Dunkle Zeit 2 – Der Orden der Schwerter, 2002) (Editrice Nord, 2012)
- Die Dunkle Zeit 3 – Das Zeichen des dunklen Gottes (2002)
- Die Dunkle Zeit 4 – Unter den Augen Tzulans (2003)
- Die Dunkle Zeit 5 – Die Magie des Herrschers (2005)
- Die Dunkle Zeit 6 – Die Quellen des Bösen (2005)

Seconda serie
- Zeit des Neuen 1 – Trügerischer Friede (2005)
- Zeit des Neuen 2 – Brennende Kontinente (2006)
- Zeit des Neuen 3 – Fatales Vermächtnis (2007)

### La Saga della Terra Nascosta
- Le cinque stirpi (Die Zwerge, 2003) (Editrice Nord, 2006)
- La guerra dei nani (Der Krieg der Zwerge, 2004) (Editrice Nord, 2007)
- La vendetta dei nani (Die Rache der Zwerge, 2005) (Editrice Nord, 2008)
- Il destino dei nani (Das Schicksal der Zwerge, 2008) (Editrice Nord, 2009)
- Il trionfo dei nani (Der Triumph der Zwerge, 2015) (Editrice Nord, 2016)
- Il Ritorno dei nani - Volume 1 (Die Rückkehr der Zwerge Band 1, 2021)
- Il Ritorno dei nani - Volume 2 (Die Rückkehr der Zwerge Band 2, 2021)
- Il Cuore dei nani - Volume 1 (Das Herz der Zwerge Band 1, 2022)
- Il Cuore dei nani - Volume 2 (Das Herz der Zwerge Band 2, 2022)

### Le Leggende degli Albi
- La leggenda degli albi (Die Legenden der Albae: Gerechter Zorn, 2009) (Editrice Nord, 2010)
- La battaglia degli albi (Die Legenden der Albae: Vernichtender Hass, 2011) (Editrice Nord, 2013)
- Il cammino oscuro - La vendetta degli albi (Die Legenden der Albae: Dunkle Pfade, 2012) (Editrice Nord, 2014)
- L'ira degli albi (Die Legenden der Albae: Tobender Sturm, 2014) (Editrice Nord, 2017)
- Die Legenden der Albae: Die Vergessenen Schriften (2013)
- Die Legenden der Albae: Dunkles Erbe (2024)

### Wédora
- Wédora – Staub und Blut (2016)
- Wèdora – Schatten und Tod (2017)